# Ján Andraščík
Ján Andraščík (6. srpna 1799, Lipovce – 24. prosince 1853, Bardejov) byl slovenský spisovatel a katolický kněz. Do slovenských národních dějin se zapsal jako významný představitel lidovýchovného a protialkoholického hnutí na Slovensku v 30., 40., a porevolučních letech 19. století. Svou každodenní vzdělávací a literární činností se zapojil do těch proudů, které prosazovali Bernolákovci a Štúrovci. Svými postoji a konkrétní prací aktivizoval lidové vrstvy v hospodářské, sociální, kulturní a společenské oblasti a přispěl ke sblížení katolického a evangelického kulturního a literárního proudu slovenského obrozeneckého hnutí. Podobně jako osvícenci a mnozí jeho současníci chtěl řešit problémy doby zakládáním spolků mírnosti, nedělních škol a knihoven. Ve své hře Šenk palenčeni podrobil ostré kritice všechny neduhy.

## Životopis
Ján Andraščík se narodil v Lipovcích u Prešova do rodiny hospodského. Jeho rodiče ve svém šenku prodávali vše, co vesnice potřebovala: od soli až po pálenku. Už zde si mladý Andraščík uvědomil, co představuje alkohol a jaké společenské, sociální a morální problémy způsobuje.
Nadaného syna poslali rodiče studovat do Prešova a roku 1817 do pešťského všeobecného římskokatolického semináře, kde byl jedním z nejlepších posluchačů na teologické fakultě. 5. září 1822, získal ve svých 22 letech jako posluchač čtvrtého ročníku doktorát teologie. V roce 1825 pracoval jako vychovatel v knížecí rodině Almássyovců a od roku 1827 působil jako profesor dogmatiky v biskupském semináři v Košicích, kde se také věnoval své literární činnosti. Odtud jej však pro jeho nekompromisní odpor k maďarizaci přeložili do Bardejova. Farářem byl zvolen 4. května 1832.

### Boj proti alkoholu
Lidovýchovná a literární činnost Jána Andraščíka je odrazem hospodářských a sociálních poměrů Šariše. Roky 1816 a 1831 po skončení napoleonských válek byly lety hladomoru a bídy. Hladomor tehdy zachvátil celou Šarišskou župu, kde od listopadu 1846 do konce července 1847 zemřelo hladem okolo 30 000 lidí.
Průvodním znakem hospodářského a sociálního rozpoložení obyvatelstva byla rozšířená konzumace alkoholu na celém území Slovenska. Na východním Slovensku, zvlášť v Šarišské župě, byla spotřeba alkoholu několikanásobně vyšší než v jiných krajích. Proto Štúrovci a ostatní lidovýchovní pracovníci zakládali spolky střídmosti, přesvědčovali lid o škodlivosti alkoholu, o hmotných škodách, které způsobuje pálenka, vydávali protialkoholické spisy a podobně. Nejvýznamnějším organizátorem boje proti alkoholismu na východním Slovensku byl právě Ján Andraščík, který podle Štúrových zásad zakládal takzvaná Braterstva krescanskej trižbosci. Ján Andraščík už jako známá osobnost ve slovenském lidovýchovném hnutí svou aktivitou a všestrannou činností vzbuzoval zájem představitelů slovenského národního a kulturního života, kteří se na něj v rozličných záležitostech obraceli písemně, a také jej často osobně navštěvovali v Bardejově.
Ján Andraščík jako kněz s širokým společenským a kulturním rozhledem podřizoval svou činnost lásce k obyčejnému člověku, u kterého ovšem nepřehlížel chyby a nedostatky, ale tvrdě je pranýřoval. Kritizoval jeho vykořisťovatele – krčmáře a lichváře. Za svou činnost si nikdy nevysloužil vyšší postavení v církevní správě, ba naopak byl soustavně podezříván a pronásledován. Bez ohledu na náboženskou příslušnost pracoval na pozvednutí národního povědomí a vždy vycházel z potřeb lidu a slovenského národního hnutí. Zemřel v úplné bídě 24. prosince 1853 na bardejovské faře. Je pochován na Hřbitově svatého Michala v Bardejově.

### Památníky
Jako projev úcty k velikosti a významu díla Jána Andraščíka je v jeho rodné obci Lipovce zařízen pamětní pokoj. V něm je soustředěn všechen dostupný materiál dokumentující výjimečnost jeho osobnosti. Je tam umístěna i busta Jána Andraščíka vyhotovená akademickým sochařem Júliem Machajem v Prešově. Nachází se zde také kopie jeho portrétu, vyhotoveného národním umělcem Júliem Nemčíkem. Originál visí v Šarišském muzeu v Bardejově.
Pamětní deska byla na budově římskokatolické fary v Bardejově umístěna na jeho počest při stém výročí úmrtí a další je umístěna na nové budově školy v jeho rodné obci.

## Tvorba
Andraščík nabyl většího významu, když v zájmu propagace boje proti opilství a alkoholismu vůbec vydal roku 1844 veršovanou činohru určenou pro spolky mírnosti. Hra se jmenovala Šenk palenčeni a byla psaná v šarišském nářečí. Po překladu díla Heinricha Zschokkeho Pálenka otrava Samem Chalupkou to byla druhá práce na toto téma, psaná slovensky. O rok později vyšly i další protialkoholické spisy, které však svou účinností význam Šenku nepřevýšily. Šenk palenčeni získal velkou popularitu především svým živým jazykem. Šarišské nářečí mu umožnilo se velice rychle rozšířit mezi vychodoslovenským lidem. Hra měla velký ohlas, a tak ji později Michal Miloslav Hodža upravil a přepsal do štúrovské slovenštiny, čímž získala celonárodní význam. Takto upravená byla také publikována v Slovenském pozorníku v roce 1846.[zdroj?]
Andraščíkova činohra dosáhla mezi lidmi velkého úspěchu, ale vyvolala také rozruch mezi vysokou církevní hierarchií a královskou uherskou cenzurou. Ta nakázala první vydání knihy zabavit coby panslavistický revoluční spis. Přes všechny útoky zůstal Andraščík věrný svému lidovýchovnému cíli. Připravil druhé a další vydání Šenku, který za jeho života vyšel celkem čtyřikrát a po jeho smrti ještě pětkrát v Budapešti a jednou v USA v roce 1923.
Ján Andraščík přistoupil k napsání Šenku palenčeného jako přemýšlivý lidovýchovný neochvějný pracovník a vnímavý pozorovatel lidských osudů. Byl obeznámen s hospodářskou, politickou i sociální situací v Uhersku a znal domácí i zahraniční protialkoholické spisy. Ovládal němčinu, francouzštinu, maďarštinu a italštinu. Úzce spolupracoval i s představiteli rusínsko-ukrajinského národního, kulturního a literárního života, hlavně s Alexandrem Duchnovičem a jinými národovci.

## Dílo
- 1844 – Šenk palenčeni, Veršovaná divadelní hra